# Trichothyse karoo
Espèce
Trichothyse karoo est une espèce d'araignées aranéomorphes de la famille des Gnaphosidae.

## Distribution
Cette espèce est endémique du Cap-Occidental en Afrique du Sud,. Elle se rencontre vers Matjiesfontein, Laingsburg et Montagu.

## Habitat
Cette espèce se rencontre dans le Karoo nama.

## Description
Le mâle holotype mesure 5,40 mm et la femelle paratype 7,12 mm, les mâles mesurent de 4,60 à 6,05 mm.

## Systématique et taxinomie
Cette espèce a été décrite par Haddad et Sankaran en 2025.

## Publication originale
- Sankaran, Haddad & Tripathi, 2025 : « A review of the ground spider genus Trichothyse Tucker, 1923 (Araneae, Gnaphosidae). » Zootaxa, no 5583(1), p. 39-70.